# Saye Zerbo
Pour les articles homonymes, voir Zerbo (homonymie).
 (janvier 2019).
Si vous disposez d'ouvrages ou d'articles de référence ou si vous connaissez des sites web de qualité traitant du thème abordé ici, merci de compléter l'article en donnant les références utiles à sa vérifiabilité et en les liant à la section « Notes et références ».
Saye Zerbo, né le 27 août 1932 à Tougan (province de Sourou) et mort le 19 septembre 2013 à Ouagadougou, est un militaire et homme d'État burkinabé, chef de l'Etat de la Haute-Volta du 25 novembre 1980 au 7 novembre 1982.

## Biographie
Après des études au Mali et à Saint-Louis du Sénégal, il est élève à l'École spéciale militaire de Saint-Cyr. Il sert dans les troupes parachutistes françaises au cours de la Guerre d'Indochine, puis de la Guerre d'Algérie. Après l'indépendance de la Haute-Volta, en 1960, il quitte l'armée française pour rejoindre l'armée du nouvel État.
Il est ministre des Affaires étrangères dans le gouvernement de Sangoulé Lamizana, de 1974 à 1976, après avoir commandé les forces armées présentes dans la capitale et dirigé les services de renseignement de l'armée voltaïque.
Le 25 novembre 1980, il prend la tête d'un coup d'État contre le président Lamizana, à la suite de grèves, déclenchées par le syndicat des enseignants : le pays est paralysé par le mécontentement des syndicats et de la population. Il devient alors chef de l'État et du gouvernement. L'application de la Constitution de 1977 est suspendue ; un Comité militaire de redressement pour le progrès national (CMPRN) est mis en place. Saye Zerbo doit faire face à l'hostilité durable des syndicats, avant d'être renversé par Jean-Baptiste Ouédraogo, qui lui succède à la tête du Conseil du salut du peuple (CSP).
Il est emprisonné, et jugé après le coup d'État en août 1983 du capitaine Thomas Sankara. Condamné après un jugement expéditif à quinze ans de prison dont sept ans avec sursis en mai 1984, Saye Zerbo, jusqu'alors musulman, se convertit au christianisme en détention. Il est néanmoins libéré en août 1985. La condamnation de Saye Zerbo est annulée le 18 février 1997 par la Cour suprême du Burkina Faso.